# Verona
Verona je glavni grad istoimene talijanske provincije (3.097 km², 814.300 stanovnika) i drugi najveći grad (poslije Venecije) u regiji Veneto, na rijeci Adige, u neposrednoj blizini jezera Lago di Garda, 100 km zapadno od Venecije.

## Povijest
Najstariji tragovi naselja na području Verone potječu iz predrimskog razdoblja, a od 89. pr. Kr. tu je rimska kolonija. Od 49. pr. Kr. Verona je municipij koji prerasta u razvijeno kulturno i trgovačko središte. U 6. stoljeću Verona postaje glavni grad langobardskog kralja Alboina. God. 774. nalazi se u sastavu franačke države Karla Velikog, a za njegovih nasljednika (Karolinga) postiže novi gospodarski procvat. God. 1136. osamostaljuje se i postaje neovisnom republikom. Osobit gospodarski i kulturni razvoj doživljava za vladavine plemićke obitelji Della Scala, odnosno Scaligheri (1262. – 1387.).
U vrijeme cara Fridrika I. Barbarosse pripada ligi talijanskih gradova (Lombardska liga) koji se odupiru carevoj politici. God. 1387. zauzimaju je Visconti.
Pod mletačkom vlašću je od 1405. do 1797. godine, kada je osvajaju Francuzi. Iste godine izbija veliki antifrancuski ustanak (Pasque Veronesi), koji je skršen represivnim mjerama.
Od 1805. do 1814. godine je u sastavu Kraljevine Italije, a nakon pada Napoleona postaje važno austrijsko vojno uporište. God. 1866. ponovno ulazi u sastav, sada sjedinjene Kraljevine Italije.

## Veronika
Veronikom su se u srednjem vijeku nazivali stanovnici Verone. Ime dolazi iz latinskog Veronicu; Veronensis, veronski, Veronjani.

## Znamenitosti
U Veroni se nalazi mnoštvo kulturno-povijesnih spomenika, osobito mnogo dobro očuvanih iz rimskog razdoblja. Grad i danas leži na sjecištu dvije glavne ulice izvornog rimskog vojnog kampa, Cardo i Decumanus, što se može vidjeti na zračnim fotografijama grada.
Ipak najslavniji spomenik je Veronska Arena, treći po veličini očuvani rimski amfiteatar (poslije rimskog Koloseja i amfiteatra u CapuaCapui) iz 1. stoljeća. Izgrađena oko 30. godine, duga je 139 i široka 110 metara, a mogla je primiti oko 22,000 gledatelja na 44 reda mramornih sjedalica. Današnja dvokatna fasada je zapravo unutarnji potporni zid s lukovima, dok je komad izvanjske trokatne kamene fasade ostao samo na jednom mjestu. Od tog kamena su izgrađene brojne građevine srednjovjekovne Verone. Veličanstveni interijer je ipak netaknuti koristi se i dan danas za sajmove, predstave i operu pod zvijezdama za toplih ljetnih noći.
U Veroni se nalaze i drugi spomenici iz rimskog doba:
- Augustovo kazalište (Augusteo) iz 1. stoljeća pr. Kr. koje je tijekom stoljeća propalo i korišteno kao izvor kamena za stambenu gradnju. U 18. stoljeću, bogati veronežanin, Andrea Monga, kupio je sve kuće izgrađene na kazalištu, sušio ih i sačuvao ovaj spomenik.
- Nedaleko od kazališta nalazi se i veličanstveni rimski most prozvan, Most od kamenog zida (Ponte di Pietra).
- Gavijev slavoluk (Arco dei Gavi) na Corso Cavouru iz 1. st. je bio posvećen slavnoj rimskoj obitelji Gavius (Gavii), a važan je zbog toga što je jedini s uklesanim imenom arhitekta  (Lucius Vitruvius Cordo). Francuzi su ga srušili 1805., a ponovno je obnovljen 1932. godine.
- Na karju ulice Corso Porta nalazi se lučni portal rimskih gradskih zidina, Porta Borsari. Ova gradska vrata imaju fasadu iz 245. godine na kojoj s enalazi natpis s punim imenom grada: Colonia Verona Augusta. Ulica koja je vodila od ovog portaa je bila rimskom svetom cestom (Via Sacra), a danas je povezana s nekoliko renesansnih palača i starom crkvom Svetih Apostola (SS. Apostoli).
- Porta Leoni su također gradska vrata na rimskim zidinama, ali od njih su ostale samo ruševine koje su dio zida srednjovjekovne građevine. Ispred njih se nalaze otvorene arheološke iskopine s rimskom popločanom bazaltnom cestom i temeljima kula koje su se nalazile oko portala.

U Veroni se nalaze brojne vrijedne srednjovjekovne crkve:
- Romanička crkva San Zeno Maggiore iz 5. stoljeća s 72 metra visokim tornjem.[2] Sadašnja crkva je treća, izgrađena je 1123. – 1135. godine na temeljima crkve sv. Zena Veronskog ( - 380.), sveca zaštitnika Verone, iz 4. stoljeća. Elegantna fasada crkve je ukrašena golemom rozetom čiji kameni dijelovi čine “Kolo sreće” (Rota Fortunae), a na arhitravu iznad portala su reljefi sa simboličnim prikazom mjeseci u godini. Vratnice su ukrašene s 18 brončanih reljefa sa scenama iz Biblije, dok su iznutra 48 prikaza iz života sv. Zena, s jasnim utjecajem Otonske renesanse.

Interijer crkve je podijeljen na Donju crkvu (2/3 crkve) i Gornju crkvu čiji su zidovi prekriveni freskama iz 12. i 14. stoljeća, a strop izvrstan primjer tzv. “brodskog krova”. U nadsvođenoj kripti se nalaze relikvije sv. Zena, prvog biskupa Verone, ali i grobnica nekoliko drugih svetaca i talijanskog kralja Pipina (777. – 810.). Sa sjeverne strane crkve nastavlja se prostrani klasutar.
- Mala romanička crkva San Lorenzo (Basilica of San Lorenzo) je jedna od najljepših i najvažnijih u gradu. Izgrađena je oko 1177. godine na mjestu ranokršćanske bazilike, i zadržala je neke njene dijelove. Zidovi su joj izmjenične trake od kaemna i opeke i ima dva cilindrična tornja u kojima su spiralne stube do galerija za žene. Iznutra je podosta ozbiljna, ali tiha i mirna.
- Crkva Svete Anastazije (Sant' Anastasia) je golema dominikanska crkva izgrađena od 1290. – 1481. godine za njihove propovjedne mise koje su privlačile veliki broj vjernika. U njenoj kapeli Pellegrini nalazi se slavna freska Sv. Juraj i princeza Trebizond (Pisanello), kao i grob Wilhelma od Bibra.
- Romaničko-gotička katedrala (Duomo) iz 12. stoljeća posjeduje jednu od najstarijih europskih knjižnica.
- Santa Maria Antica je velika romanička crkva koja je bila opatijskom crkvom obitelji Scaligeri, i unjoj se nalazi njihova slavna gotička obiteljska grobnica s najstarijim konjaničkim portretima.
- San Fermo Maggiore (14. st.) i dr.

Od srednjovjekovnih svjetovnih spomenika tu je utvrda-palača Castelvecchio (14. st., danas gradski muzej), Loggia del Consiglio (15. st.), palazzo del Comune (12. st.). 
Zidine potječu najvećim dijelom iz 16. st., u čijem sklopu poznata Porta Pallio (16. st.) koju je, kao i zidine, sagradio M. Sanmicheli. S dužinom od 48.70 m, lučni most iz 1356. godine Most Castelvecchio (Ponte Scaligero) je tada bio najveći lučni most na svijetu.
U Veroni se nalaze i mnoge knjižnice (Capitolare, Comunale) i muzeji, te lapidarij Maffeiano iz 1714. godine.
Verona je grad najpoznatijih svjetskih ljubavnika, Romea i Julije, i njihove kuće velika turistička atrakcija u Veroni. 
Ovi spomenici su upisani na UNESCO-ov popis mjesta svjetske baštine u Europi 1997. godine pod imenom Stara jezgra Verone.
- Gavijev slavoluk (1. stoljeće pr. Kr.)
- Porta Borsari, vrata rimskih zidina
- Castelvecchio
- San Lorenzo
- Unutrašnjost San Lorenza
- San Fermo Maggiore

## Sport
U Veroni postoje dva nogometna kluba: Hellas Verona i Chievo Verona, koji igraju prvu ligu (Serie A) u sezoni 2013./14. 
Hellas Verona je osvojila talijansko prvenstvo 1985. godine nakon čega su sudjelovali u ligi prvaka sljedeće godine.

## Privreda i trgovina
Verona je industrijsko i trgovačko središte poljoprivrednog kraja (uzgoj povrća, voća, žitarica i vinove loze); kemijska, farmaceutska, papirna, prehrambena industrija i industrija namještaja i obrada kamena. U Veroni se održava međunarodni sajam poljoprivrede i konja još od 1898. godine. U Veroni pored ostalih, svake jeseni održava se i najveći svjetski sajam kamena.

## Promet
Verona je cestovno i željezničko križište (veze sjeverne Italije i srednje Europe preko prijevoja Brenner; veze sjeveroistočne i sjeverozapane Italije), dvije zračne luke.

## Gradovi partneri
| - Albany, SAD - Betlehem, Palestina - Detmold, Njemačka - Fresno, SAD - Košice, Slovačka - Mashhad, Iran | - München, Njemačka - Nagahama, Japan - Nîmes, Francuska - Pula, Hrvatska - Raanana, Izrael - Salzburg, Austrija |